# نيكلوديون (إسبانيا)
نكلوديون إسبانيا (بالإسبانية:Nickelodeon Espana) قناة تلفزيونية إسبانية تبث لعموم الجمهور الإسباني بدأت بثها في 27 مارس 1999 تابعة لـ شبكة نكلوديون الأمريكية تقوم بعرض مسلسلات رسوم متحركة من إنتاج استوديوهات نكلوديون للرسوم متحركة.

## البرامج التي تبثها
- سبونج بوب | 25 فبراير 2000
- الوالدين السحريان
- الفرقة السرية | 22 أغسطس 2011
- كونغ فو باندا | 25 نوفمبر 2011
- اسطورة كورا | 6 سبتمبر 2012
- سلاحف النينجا | 10 نوفمبر 2012
- نادي وينكس
- غزو الارانب
- سنجاي وكريغ
- عاملا الخبز